# Alesa amesis
Alesa amesis är en fjärilsart som beskrevs av Crfamer 1777. Alesa amesis ingår i släktet Alesa och familjen Riodinidae. Inga underarter finns listade i Catalogue of Life.